# 진술서
|                                                                  |
| 형사소송법                                                       |
| 이념과 구조                                                      |
| 무죄 추정의 원칙 · 자백배제법칙 · 전문법칙                       |
| 증거보전청구권 · 형사보상청구권 · 독수독과이론                   |
| 실체적 진실주의 · 적정절차 · 신속한 재판의 원칙                  |
| 진술거부권 · 접견교통권 · 증거개시제도                           |
| 열람등사권 · 위법수집증거배제법칙                                |
| 법원                                                             |
| 제척 · 기피 · 회피 관할 · 이송 · 법관                            |
| 피고인과 변호인                                                  |
| 피고인 ·변호인 · 성명모용자 · 공동피고인 국선변호인 · 법정대리인 |
| 검사                                                             |
| 기소독점주의 · 검사 동일체의 원칙                                |
| 수사                                                             |
| 함정수사 · 불심검문 · 임의동행 · 동행요구 · 사법경찰관           |
| 구속                                                             |
| 구속영장 · 체포영장                                              |
| 증거법                                                           |
| 정황증거 · 전문증거 · 진술조서 · 진술서 · 실황조사서 · 검증조서  |
| 진술 · 증인                                                      |
| 재판                                                             |
| 공소장 · 공소장일본주의                                          |
| 고소 · 고발 · 고소불가분의 원칙 · 자수                           |
| 상소                                                             |
| 항소, 상고 & 비상상고                                            |
| 다른 7법 영역                                                    |
| 헌법 · 민법 · 형법                                               |
| 민사소송법 · 형사소송법 · 행정법                                 |
| 포털: 법 · 법철학 · 형사정책                                     |
| v • d • e • h                                                    |

진술서(陳述書)란 피의자, 피고인, 참고인이 범죄사실이나 그 밖의 사항에 대해서 자기 스스로 기재한 서면을 말하며 법원, 수사기관이 작성하는 진술조서와 구별된다.
피의자가 수사과정에서 자필로 작성한 진술서는 수사기관 작성의 피의자신문조서와 동일한 요건을 갖추었을 때 증거로 사용할 수 있다.

## 판례
범죄수사대(CID), 연방수사국(FBI)의 수사관들이 작성한 수사보고서 및 피고인이 위 수사관들에 의한 조사를 받는 과정에서 작성하여 제출한 진술서는 피고인이 그 내용을 부인하는 이상 증거로 쓸 수 없다.

## 작성방법

### 증인진술서

#### 작성방법
법률사무원을 위한 법원실무제요에 따르면 증인진술서를 작성할 때에는 다음과 같은 유의사항을 따른다.
1. 증인진술서에는 먼저 증언할 사건의 표시(법원, 사건번호, 사건명)와 증인의 인적사항(이름, 생년월일, 주소, 전화번호) 및 당사자와의 관계를 적은 다음, 증인이 증언할 내용을 사건이 진행된 시간 순서에 따라 간결하게 적어야 합니다.
2. 특히 증언할 내용이 증인 자신이 직접 경험한 것인지 여부를 기재하여야 하고, 만일 자신이 직접 경험하지 않은 사실을 적는 때에는 그 사실을 알게 된 경위(예컨대, "언제 어디서 ○○○로부터 들었다")를 분명하게 밝혀야 합니다.
3. 증인진술서에는 개인적인 의견이나 법률적 견해를 적어서는 안 됩니다.
4. 증인진술서의 말미에는 “이상의 내용은 모두 진실임을 서약하며, 이 진술서에 적은 사항의 신문을 위하여 법원이 출석요구를 하는 때에는 법정에 출석하여 증언할 것을 약속합니다”라는 문구와 증인진술서를 작성한 날짜를 적고, 작성한 사람이 서명날인하여야 합니다.

#### 작성례
```
증 인 진 술 서

사  건   20   가

원  고   위○○

피  고   부○○

진술인(증인)의 인적사항

이    름 : 박○○

생년월일 : 2000. 11. 25.

주    소 : 서울 00구 00동 000

전화번호 : 02-000-0000(휴대폰 000-000-0000)

1. 진술인은 피고인과 동서지간으로서 2014년 11월 9일 새벽에 양천경찰서 민원실에서 고소인과 나눈 대화를 진술하고자 합니다.

2. 당일 피고인은 조서 작성중에 있었고 저는 사건내용을 몰라서 대기실에 있던 고소인을 만나 사건내용을 듣고 원만히 해결하려 하였으며 그 과정에서 들은 이야기 입니다.

3. 당시 원고는 신체적이나 영업점의 집기류 피해는 없었고 사건의 발단은 피고 동행인의 인격모독적인 언사에 기인하였으며 동행인을 처벌하고 싶었으나 신체적인 접촉이 없어서 신체적으로 접촉이 발생한 피고가 경찰서로 왔으며 자신이 원만히 해결을 하려 해도 이미 경찰과의 접촉으로 공무집행방위까지 추가되어 자신은 어쩔수 없다 하였읍니다.

4. 이상의 내용은 모두 진실임을 서약하며, 이 진술서에 적은 사항의 신문을 위하여 법원이 출석요구를 하는 때에는 법정에 출석하여 증언할 것을 약속합니다.

20  . . .

진술인   (   서명   ) ꄫ

```

### 신원진술서

#### 작성례
※ 모든 기재사항은 빠짐없이 기재하여 주시기 바랍니다.
```
성 명(한자)	(      )
주민등록번호
연락처
자  　택 :
직  　장 :
휴대폰 :
E-mail :
블로그 :
미니홈피:
주소
직 장	직장명 :
소재지 :
신장	cm
체중	kg
혈액형	형
병역	군별	병과	최종계급
군번	기간	미필사유
학 력
학교명	기   간	전공학과	학위	소재지
경력
기관, 업체 및 정당, 사회단체명
기간직책(직급)	상벌관계(일자)
부모
배우자
자녀
관 계	성 명	생년월일

1. 이 내용은 사실과 다름이 없으며, 사실관계의 확인을 위하여「개인정보보호법」에 따라 신원조사에 필요한 개인정보의 활용에 동의합니다.

2. 불성실 또는 허위기재 사실이 있을 경우 관계법령에 따라 불이익을 받을 수 있다는 사실을 고지 받았음을 확인합니다.

년        월        일

작성자 성명               (인)(서명 또는 날인)

```